# Masacre de Pasco
Se denomina Masacre de Pasco a una matanza cometida por la organización terrorista argentina Triple A (Alianza Anticomunista Argentina) en Temperley, Partido de Lomas de Zamora durante la intendencia de Eduardo Duhalde.

## Antecedentes
El intendente de Lomas de Zamora Ricardo Ortiz fue destituido por el concejo deliberante. El 15 de mayo de 1974, su reemplazante Pedro Pablo Turner fue destituido también, como parte de una reorganización política impulsada por el presidente Juan Domingo Perón. El concejal Eduardo Duhalde fue nombrado intendente en su reemplazo.

## La masacre
El 21 de marzo de 1975, unos 40 agentes de la Triple A en más de una decena de vehículos bloquearon el tránsito en la zona donde vivían militantes de la Juventud Peronista ―que fungían como oposición a Eduardo Duhalde después de que este fue nombrado intendente tras la destitución del intendente Pedro Pablo Turner, el candidato de la Juventud Peronista―, y secuestraron a ocho. Los criminales operaron con absoluta impunidad pues la policía bonaerense había recibido órdenes de «liberar la zona». Las víctimas fueron:
- Rubén Bagninia
- Aníbal Benítez
- Alfredo Díaz (14 años).
- Eduardo Díaz (16 años, hermano del anterior).
- Héctor Flores
- Germán Gómez
- Héctor Lencina, concejal justicialista, líder de la oposición local a Eduardo Duhalde.
- Gladys Martínez.

Hasta 2011 se creyó que Oscar Cafferatta (uno de los militantes de la Juventud Peronista) había sido el noveno asesinado, pero según la investigación de la escritora y docente Patricia Rodríguez, él se encontraba en el exilio en Australia, donde falleció en 1980.
Subieron a los secuestrados a un colectivo y los llevaron a la avenida Pasco, donde los hicieron descender, los fusilaron y después dinamitaron los cadáveres para evitar su identificación. Sobre el tema fue realizado el documental Pasco. Avanzar más allá de la muerte, dirigido por Martín Sabio sobre su propio guion realizado sobre el libro e investigación de Patricia Miriam Rodríguez, que se estrenó el 15 de agosto de 2019.
Recientemente Eduardo Duhalde declaró en el programa de Tomás Rebord que la masacre había sido responsabilidad de la gente de "El Brujo" José López Rega. Luego de haber denunciado los hechos recibió una llamada del entonces gobernador de Provincia de Buenos Aires Victorio Calabró y le advirtió que lo iban a ir a buscar a su casa para matarlo y asesinar a su familia. Duhalde decidió esconderse 10 días mientras preparo con un escribano una declaración con todo lo que había dicho el gobernador Calabró, luego amenazó López Rega con filtrarlo a la prensa y con eso logró volver a ser intendente de Lomas de Zamora
- Masacre de Pacheco
- Masacre de La Plata